# Головский (Урюпинский район)
Головский — хутор в Урюпинском районе Волгоградской области России. Входит в состав Дубовского сельского поселения.

## История
В «Списке населённых мест Земли Войска Донского», изданном в 1864 году, населённый пункт упомянут как хутор Гоголовский в составе юрта станицы Правоторовской Хопёрского округа, при балках Голой и Берёзовой, расположенный в 29 верстах от окружной станицы Урюпинской. В Гоголовском имелось 13 дворов и проживало 111 жителей (51 мужчина и 60 женщин).

Согласно Списку населённых мест Области Войска Донского по переписи 1873 года в хуторе Головском насчитывалось 35 дворов и проживало 145 душ мужского и 157 женского пола.

Согласно алфавитному списку населённых мест Области Войска Донского 1915 года на хуторе имелось 62 двора и проживал 541 человек (273 мужчины и 268 женщин). Функционировала школа.

В 1921 году в составе Хопёрского округа включен в состав Царицынской губернии. С 1928 года — в составе Ольховского сельсовета Нехаевского района Хопёрского округа (упразднён в 1930 году) Нижне-Волжского края (с 1934 года — Сталинградского края). В 1935 году хутор был включён в Урюпинский район Сталинградского края. В 1960 году центр Ольховского сельсовета был перенесен из Головского в хутор Дубовский, а сам сельсовет переименован в Дубовский сельсовет.

## География
Хутор находится в северо-западной части Волгоградской области, в пределах Хопёрско-Бузулукской равнины, к востоку от реки Хопёр, на расстоянии примерно 21 километра (по прямой) к югу от города Урюпинск, административного центра района. Абсолютная высота — 76 метров над уровнем моря.
Часовой пояс
Хутор Головский, как и вся Волгоградская область, находится в часовой зоне МСК (московское время). Смещение применяемого времени относительно UTC составляет +3:00.

## Население
| 2010 |
| ---- |
| 186  |

Гендерный состав
По данным Всероссийской переписи населения 2010 года в гендерной структуре населения мужчины составляли 49,5 %, женщины — соответственно 50,5 %.
Национальный состав
Согласно результатам переписи 2002 года, в национальной структуре населения русские составляли 97 %.

## Улицы
Уличная сеть хутора состоит из двух улиц (ул. Нижняя и ул. Продольная).